# ATP Challenger Santos
Das ATP Challenger Santos (offizieller Name: Campeonato Internacional de Tênis de Santos) ist ein zunächst von 2011 bis 2016 jährlich ausgetragenes Tennisturnier in Santos, Brasilien. Es war Teil der ATP Challenger Tour und wurde im Freien auf Sandplatz ausgetragen. Seit 2024 findet an selber Stelle erneut ein Turnier statt.
Máximo González ist mit drei Titeln im Doppel Rekordsieger des Turniers.

## Liste der Sieger

### Einzel
| Jahr                         | Sieger                        | Finalgegner                  | Ergebnis      |
| ---------------------------- | ----------------------------- | ---------------------------- | ------------- |
| 2025                         | Álvaro Guillén Meza           | Matheus Pucinelli de Almeida | 6:3, 7:612    |
| 2024                         | Alejo Lorenzo Lingua Lavallén | Hady Habib                   | 4:6, 6:4, 6:3 |
| 2017–2023: nicht ausgetragen |                               |                              |               |
| 2016                         | Renzo Olivo                   | Thiago Monteiro              | 6:4, 7:65     |
| 2015                         | Blaž Rola                     | Germain Gigounon             | 6:3, 3:6, 6:3 |
| 2014                         | Máximo González               | Gastão Elias                 | 7:5, 6:3      |
| 2013                         | Gastão Elias                  | Rogério Dutra da Silva       | 4:6, 6:2, 6:0 |
| 2012                         | Ivo Minář                     | Ricardo Hocevar              | 4:6, 6:1, 6:4 |
| 2011                         | João Souza                    | Diego Junqueira              | 6:4, 6:2      |

### Doppel
| Jahr                         | Sieger                                  | Finalgegner                          | Ergebnis          |
| ---------------------------- | --------------------------------------- | ------------------------------------ | ----------------- |
| 2025                         | Pedro Boscardin Dias Gonzalo Villanueva | Boris Arias Federico Zeballos        | 6:2, 6:73, [10:7] |
| 2024                         | Roy Stepanov Andrés Urrea               | Hady Habib Trey Hilderbrand          | kampflos          |
| 2017–2023: nicht ausgetragen |                                         |                                      |                   |
| 2016                         | Sergio Galdós Máximo González (3)       | Rogério Dutra da Silva Fabrício Neis | 6:3, 5:7, [14:12] |
| 2015                         | Máximo González (2) Roberto Maytín      | Andrés Molteni Guido Pella           | 6:4, 7:64         |
| 2014                         | Máximo González (1) Andrés Molteni (2)  | Guillermo Durán Renzo Olivo          | 7:5, 6:4          |
| 2013                         | Pavol Červenák Matteo Viola             | Guilherme Clezar Gastão Elias        | 6:2, 4:6, [10:6]  |
| 2012                         | Andrés Molteni (1) Marco Trungelliti    | Rogério Dutra da Silva Júlio Silva   | 6:4, 6:3          |
| 2011                         | Franco Ferreiro André Sá                | Gerald Melzer José Pereira           | 6:3, 6:3          |